# ETC Crimmitschau
ETC Crimmitschau – niemiecki klub sportowy z siedzibą w Crimmitschau. W jego ramach założono sekcje hokeja na lodzie i tenisową. Drużyna hokejowa występuje pod nazwą Eispiraten Crimmitschau. Do 2013 występowała w rozgrywkach 2. Bundeslidze, a w 2013 podjęła grę w DEL2.

## Dotychczasowe nazwy
- EHC Crimmitschau (założony w 1927)
- ETC Crimmitschau (fuzja w 1939)
- ETC Crimmitschau (nowe założenie w 1990)
- Eispiraten Crimmitschau GmbH (wyodrębnienie w 2007)

## Szkoleniowcy
Od 2008 do 2009 szkoleniowcem zespołu był Siergiej Swietłow. W październiku 2017 asystentem trenera Kima Collinsa został Jacek Płachta.

## Sukcesy
- Złoty medal mistrzostw Niemiec środkowych: 1932, 1933, 1934
- Puchar DELV: 1966, 1967, 1970
- Złoty medal mistrzostw ligi bawarskiej: 1992
- Złoty medal mistrzostw Oberligi Południowej: 2000

## Zawodnicy
Zastrzeżone numery
- Ralf Kösling – 1
- Stefan Steinbock – 10
- Torsten Heine – 43